# Les Enfants du feu
 (août 2022).
Si vous disposez d'ouvrages ou d'articles de référence ou si vous connaissez des sites web de qualité traitant du thème abordé ici, merci de compléter l'article en donnant les références utiles à sa vérifiabilité et en les liant à la section « Notes et références ».
Les Enfants du feu est une série télévisée d'animation franco-canadienne en 26 épisodes de 26 minutes, créée par Patrick Galliano, initialement prévue pour France 3, elle sera diffusée sur Canal + Family. Chaque épisode est un module indépendant dans la continuité d'une grande aventure à suivre de 26 épisodes.

## Synopsis
À l'époque de la préhistoire, l'aventure de cinq adolescents accompagnés d'un jeune mammouth laineux nain, Mamoo. Le clan des Enfants du Feu perd le feu indispensable à la vie et n'a pas la connaissance pour le faire renaitre. Nos cinq héros - frères et sœurs - sont envoyés à travers l'immense continent pour retrouver le feu et le rapporter au clan. Ils feront mieux que ça, il découvriront la manière de le fabriquer et le partageront avec tous les humains qu'ils croiseront. La série est un voyage initiatique à la rencontre de peuples inconnus, une ouverture au monde dont la nature est encore vierge.

## Fiche technique
- Création : Patrick Galliano, Léopold Saint Pierre, Roger Héroux, Brice Garnier
- Réalisation : Xavier Giacometti et Roger Héroux
- Scénario : Eric Paul Marais, Patrice Rester, Sophie Decroisette, Patrick Galliano, Jean Rémi François, Françoise Charpiat

## Épisodes
1. La Fille du feu
2. Les Dos rouges
3. La Traque
4. Kass
5. Masque de peau
6. La Forêt aux esprits
7. Pierre de Soleil
8. La Louve blanche
9. Cœur de glace
10. La Vallée des bisons
11. Le Collier de turquoise
12. Les Portes de pierre
13. Vallee de Ténèbres
14. Le Pacte du feu
15. La Caverne de glace
16. Le Mystère des dos rouges
17. Le Grand Serpent vert
18. Les Femmes oiseaux
19. Le Cratère des sortilèges
20. Le Goût des larmes
21. Longues Crinières
22. La Voie du chasseur
23. Le Voyage immobile
24. Au nom du Feu
25. Pierre de Feu
26. Bout du Monde